# Yamil Jaled Hernández
Yamil Jaled Hernández (10 de noviembre de 1976 - Miami, 7 de noviembre de 1976) fue un actor de televisión y de teatro cubano.

## Biografía
Yamil estudió periodismo e interpretación en el Instituto Superior de Arte (ISA) de La Habana. Después de un tiempo en Praga, empezó a trabajar en el grupo de teatro La Colmena y posteriormente en el grupo de Rita Montaner.

### Trayectoria
Empezó a trabajar de manera habitual en la televisión cubana en la década de los 90 y 2000. Destacado es su trabajo en 2001 es n una versión televisiva de la obra de teatro de Carlos Felipe Réquiem por Yarini. También intervino en series como Día y Noche, Violetas para mamá, Memorias de un Abuelo, Tras La Huella o la telenovela Destino Prohibido, dirigida por Xiomara Blanco.

### Fallecimiento
El actor cubano Yamil Jaled Hernández falleció el martes 6 de noviembre de 2018 en el Hospital Palmetto en Miami de un paro cardiorrespiratorio debido a un tromboembolismo pulmonar.